# Liubovîci, Malîn
Liubovîci (în ucraineană Любовичі) este localitatea de reședință a comunei Liubovîci din raionul Malîn, regiunea Jîtomîr, Ucraina.

## Demografie
Componența lingvistică a localității Liubovîci
     Ucraineană (98,65%)
     Alte limbi (1,16%)
Conform recensământului din 2001, majoritatea populației localității Liubovîci era vorbitoare de ucraineană (98,65%), existând în minoritate și vorbitori de alte limbi.